# Rob Roy (cocktail)
Il Rob Roy è stato un cocktail ufficiale dell'IBA.

## Composizione
- 4,5 cl di Scotch whisky
- 2,5 cl di Vermouth dolce
- 1 goccia di angostura bitter

## Preparazione
Viene preparato nel mixing glass e decorato con una ciliegina.